# 沈屺瞻
沈屺瞻（1585年—?），一作屺懋，字樹奇，江蘇吳江人。
以画竹为擅长，喜欢吃狗肉。晚年离家出走，死于三高祠。传世作品有《松竹石图》轴，藏于广州美术馆。